# アレクシス・テキサス
アレクシス・テキサス（Alexis Texas、1985年5月25日 - ）は、アメリカのポルノ女優。パナマ出身で、テキサス州ブラウンウッド育ち。身長173センチ。2007年に21歳でデビューし、その巨尻で有名になった。

## 概要
アレクシスは父の勤める軍事基地のあるパナマで生まれたが、育ちはテキサス州サン・アントニオ地区。ドイツ、プレルトリコ、ノルウェーの混血である。
初めての撮影は、2006年10月での「Shane's World」スタジオ作「素人女子大生ツアーin テキサス（College Amateur Tour in Texas）」。彼女はその後ロサンゼルスへ移り、2007年3月から現地の企画会社に所属する。2008年2月にリリースされた「アレクシス・テキサスを大発見（Discovering Alexis Texas）」はポルノ女優のベラドンナが監督をつとめた。
「エレガント・エンジェル・フィルム」社の「アレクシス・テキサスはデカ尻女（Alexis Texas Is Buttwoman）」で、初めてアナル・セックスを披露した。その後も同社をはじめ複数のスタジオから作品を出している 。
2009年、彼女は新しいビジネスをはじめ、スターレット・エンターテイメント・グループ(SEG)を親会社として「アレクシス・テキサス・エンターテイメント」をおこした。SEGは彼女の会員制オフィシャルサイトを立ち上げている。アレクシスは、2009年4月でのジェネシス誌 や、同年6月のハスラー35周年記念発売号で表紙を飾っている。

## 主な受賞歴
- F.A.M.E賞(2010年) - フェイバリット・アナル部門[12]